# Colonna Italiana
La Colonna italiana (meglio conosciuta come Colonna Rosselli o Sezione Italiana della Colonna Ascaso), è stata una delle prime unità di volontari stranieri che hanno combattuto nella guerra civile spagnola contro i nazionalisti in difesa della legalità repubblicana, era costituita da elementi di Giustizia e Libertà, anarchici e altri elementi antifascisti.
A seguito della costituzione del Battaglione Garibaldi, si è progressivamente integrata in quest'ultima formazione, sino alla formale soppressione, avvenuta nel giugno 1937.

## Storia

Carlo Rosselli

L'atto costitutivo della Colonna italiana è stipulato a Barcellona il 17 agosto 1936, da Carlo Rosselli, Mario Angeloni, e Camillo Berneri. Nella “Colonna Italiana Rosselli” ci sono anche Umberto Marzocchi Giuseppe Bifolchi e Antonio Cieri. La colonna annovera tra i 50 e i 150 uomini, reclutati dal movimento Giustizia e Libertà e dal Comitato Anarchico Italiano Pro Spagna fra gli esuli italiani in Francia del regime fascista di Mussolini, cui si aggiunsero anche alcuni svizzeri del Canton Ticino. 
Dopo un breve addestramento alla caserma Pedralbes (poi caserma Bakunin), la colonna si unisce alla spagnola Divisione libertaria Francisco Ascaso, anarco-sindacalista, di cui diviene la sezione italiana ed è subito impiegata nella offensiva di Huesca e nella battaglia del Monte Pelato, al comando di Mario Angeloni.
Il 28 agosto avviene il primo scontro con i nazionalisti nella battaglia del Monte Pelato, nella quale Angeloni è ferito gravemente e muore in ospedale a Sariñena. Il comando della colonna è assunto da Carlo Rosselli, con Giuseppe Bifolchi vicecomandante.
Alla metà di settembre il fronte si attesta attorno a Huesca. Contemporaneamente, Rosselli propone all'ex segretario del PRI, Randolfo Pacciardi, ufficiale decorato nella prima guerra mondiale, la formazione di una Legione antifascista italiana sotto il patronato politico dei partiti socialista, comunista e repubblicano e con il concorso delle organizzazioni aderenti al comitato italiano pro Spagna. Il 26 ottobre successivo, Pacciardi firma a Parigi l'accordo per la formazione del Battaglione Garibaldi e la progressiva confluenza in esso di tutte le formazioni di volontari italiani. In un discorso alla radio di Barcellona il 13 novembre 1936, Rosselli pronuncia la frase che poi sarà il motto degli antifascisti italiani: "Oggi qui, domani in Italia".
Successivamente sorsero contrasti all'interno della Colonna Italiana per l'opposizione della maggioranza anarchica alla nomina ad ufficiale dell'antifascista cattolico Ottorino Orlandini. Ciò condusse all'uscita della componente minoritaria di Giustizia e Libertà, dei repubblicani e dei comunisti e alla nascita del Battaglione Matteotti; il 6 dicembre 1936 Carlo Rosselli rassegnò le dimissioni dal comando della formazione.
La Colonna Italiana rimase quindi sotto il controllo degli anarchici, al comando di Giuseppe Bifolchi. Il Matteotti il 30 aprile 1937 confluirà nel Battaglione Garibaldi, che in conseguenza di ciò si costituì in Brigata, mentre le sue compagnie furono elevate al rango di battaglione.
Il 13 aprile 1937 gli ultimi combattenti arruolati nella Colonna Italiana tentano di espugnare il difficile sito di Carrascal di Huesca; in questi combattimenti cade Antonio Cieri capo della squadra dei “bomberos”, da lui appositamente addestrata per l'assalto. Fra i combattenti italiani ci sono Etrusco Benci, Pietro Fancelli, Mario Traverso, Giuseppe Fusero, Pasquale Fioravanti e Camillo Lanzilotta (nome di battaglia Lancillotto o Nathan).
Nel mese di giugno 1937, Bifolchi lascia la Spagna per raggiungere Parigi, e la Colonna è formalmente soppressa.

## I militanti
- Mario Angeloni, repubblicano, ufficiale della "colonna italiana", caduto nella battaglia del Monte Pelato.
- Dante Armanetti, anarchico, partigiano durante la Resistenza italiana.
- Libero Battistelli, ferito a Huesca e morto sei giorni dopo a Barcellona.
- Etrusco Benci, repubblicano, internato nel campo francese di Argelès.
- Camillo Berneri, intellettuale anarchico, ucciso a Barcellona da membri del NKVD il 5 maggio 1937.
- Giuseppe Bifolchi, anarchico, internato in Francia, poi confinato a Ventotene, partigiano durante la Resistenza italiana.
- Antonio Cieri, anarchico, caduto a Huesca il 7 aprile 1937.
- Pietro Fancelli, trotskista, ferito in battaglia nel maggio 1937.
- Federico Fontanive, anarchico, internato alle Isole Tremiti.
- Aldo Garosci, Giustizia e Libertà, ferito in battaglia al Monte Pelato[7].
- Settimo Guerrieri, anarchico, internato in Francia, partigiano nella Resistenza francese.
- Umberto Marzocchi, anarchico, poi arruolato nella Legione straniera e partigiano nella Resistenza francese.
- Ottorino Orlandini, antifascista cattolico, internato in Francia, partigiano durante la Resistenza italiana nelle formazioni militari del Partito d'Azione.
- Carlo Rosselli, già fondatore del movimento Giustizia e Libertà, e combattente al Monte Pelato, ucciso il 9 giugno 1937 a Bagnoles-de-l'Orne da una formazione della destra francese filofascista.
- Luigi Trapasso, detto "orsetto", pittore e anarchico originario di Lucoli, si recò in Francia nel 1922 per partecipare alle iniziative degli anarchici, tra i primi volontari arrivati in Spagna, morì crivellato nel 1937 sulla strada di Jaca (Huesca) mentre incitava i compagni a nascondersi dall'aviazione nemica.

Su Il Risveglio anarchico scrissero di lui:
- Mario Traverso, anarchico, poi capitano nel battaglione Garibaldi, due volte ferito, caduto il 16 febbraio 1938 in Estremadura.